# Pere Güell i Garriga
Pere Güell i Garriga (Vilafranca del Penedès 1925? - 10 de desembre de 2020) fou un educador social català, fundador i capdavanter, juntament amb la seva esposa Carolina Olivella Ferrari, del Servei de Colònies de Vacances de Càritas i de la gestió i conservació de diverses cases de colònies del Penedès. Va fomentar la construcció de la Casa de Colònies Artur Martorell de Calafell, la primera de nova planta de Catalunya, que també va administrar durant molts anys juntament amb la seva esposa. El 1994 va rebre la Creu de Sant Jordi, en reconeixement pels més de quaranta anys de dedicació a la promoció de les colònies infantils a Catalunya i al foment i a la difusió de valors cívics i nacionals entre el jovent. Paral·lelament, també va ser organista de la basílica de Santa Maria i va compondre diverses obres per a cant i orgue.

## Obres
- Amb els joves, fent país (1994)